# Dave Chisnall
Dave Chisnall (St Helens, 12 settembre 1980) è un giocatore di freccette inglese.

## Carriera
La carriera di Chisnall nelle competizioni BDO è iniziata nel 2004, quando ha raggiunto il trentaduesimi di finale dei Welsh Open, perdendo con Alan Tabern. Nel 2007, ha vinto la 2007 BDO Gold Cup, battendo il capitano della Scozia Mike Veitch in semifinale e il gallese Matthew Quinlan in finale. Successivamente Chisnall perse due partite di qualificazione per il 2008 BDO World Championship contro Robert Thornton. Pochi giorni dopo Chisnall è stato nuovamente battuto da Thornton nel Masters Winmau World.

### 2008-2009
Nel 2008, Chisnall ha vinto l'Isle of Man Open, battendo Ted Hankey nei quarti di finale, Gary Robson in semifinale e Robert Hughes nel finale. In seguito ha vinto il Campionato Nazionale in Inghilterra.
Chisnall si qualifica per il 2009 BDO World Championship, battendo Stewart Rattray. Il giorno successivo ha preso parte al 2008 Winmau World Masters ma ha perso nel primo girone contro Daryl Gurney dell'Irlanda del Nord. Nel Campionato del Mondo Chisnall ha messo in difficoltà Martin Adams, perdendo però 5-3.

### 2009-2010

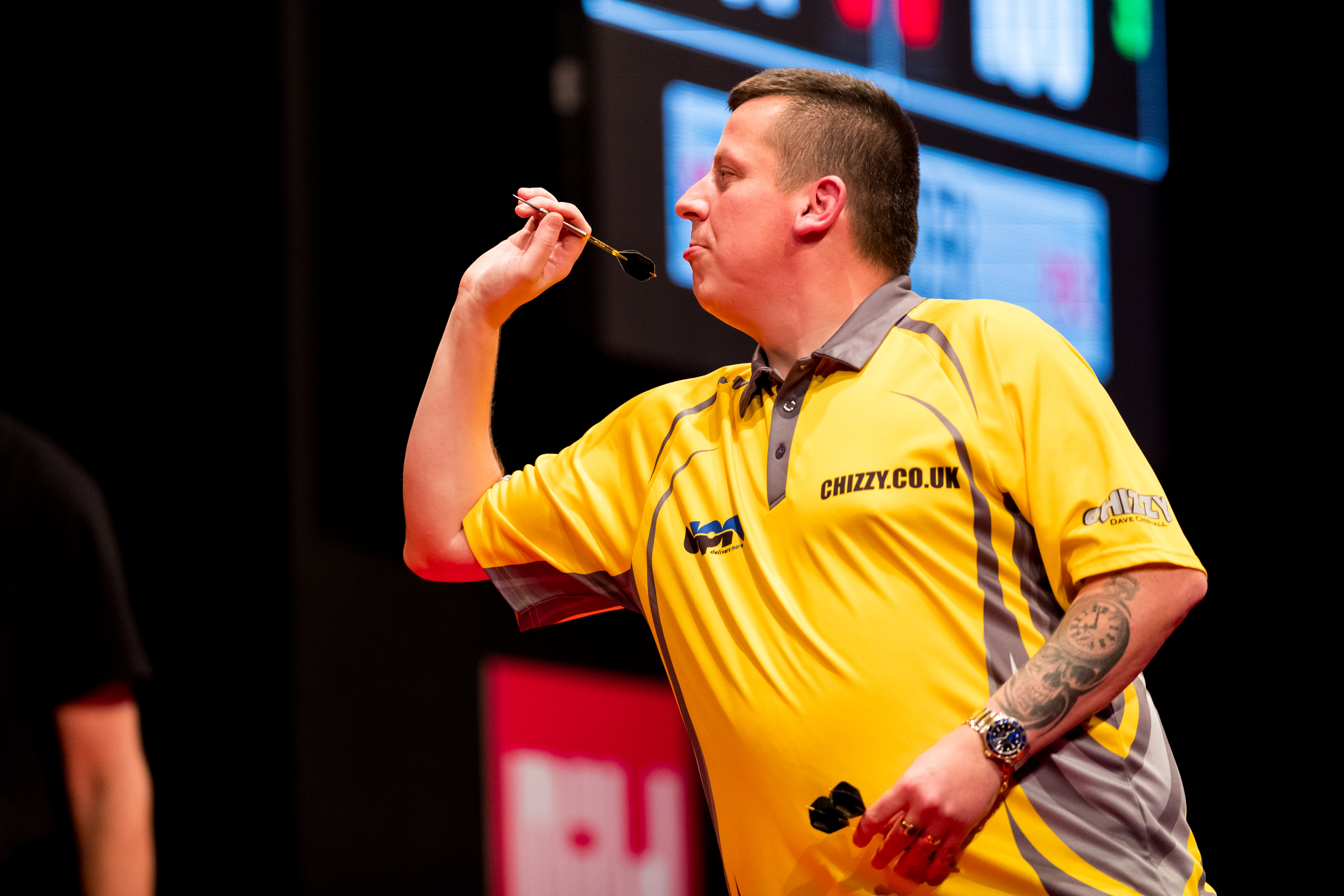
Chisnall durante un incontro

Nel settembre 2009, Chisnall ha vinto il Welsh Masters con una vittoria finale su Tony O'Shea. Successivamente ha partecipato al British Open, eliminando Ted Hankey dal BDO World Champion prima di battere Martin Atkins in finale. Questi successi hanno permesso a Chisnall di entrare nel BDO International Grand Prix Series.
Ha gareggiato nelle qualificazioni per il 2010 BDO World Championship, ma è stato battuto da Stuart Kellett. Si è però qualificato attraverso la BDO Invitational Rankings.
Ha completato un'eccellente scalata, raggiungendo la finale del 2010 World Championship, battendo Darryl Fitton nella gara di apertura e Tony West nel secondo turno. La gara successiva ha fronteggiato e battuto Ted Hankey (il campione in carica) dopo una rimonta da 1-4 a 5-4. Dopo aver perso i primi due set in semifinale contro Tony O'Shea, è riuscito a vincere 6-3 e raggiungendo così la sua prima finale mondiale. Chisnall si è dovuto arrendere all'esperienza di Martin Adams, perdendo infatti il match 7-5 ma vincendo un premio di 30.000 dollari.

### Partecipazioni ai Campionati del Mondo
- 2008 (BDO) Qualificazioni - ha perso contro Robert Thornton
- 2009 (BDO) Trentaduesimi di finale - ha perso contro Martin Adams 2-3
- 2010 (BDO) Finale - ha perso contro Martin Adams 5-7